# Georges Theunis
Georges Theunis (1873 — 1944) foi um político da Bélgica. Ocupou o lugar de primeiro-ministro da Bélgica.